# Santiago (Ilocos Sur)
Pour les articles homonymes, voir Santiago (homonymie).
Santiago est une municipalité de 4e classe située dans la province d'Ilocos Sur aux Philippines. Selon le recensement de 2010 elle est peuplée de 17 958 habitants.

## Barangays
Santiago est divisée en 24 barangays.
- Al-aludig
- Ambucao
- San Jose (Baraoas)
- Baybayabas
- Bigbiga
- Bulbulala
- Busel-busel
- Butol
- Caburao
- Dan-ar
- Gabao
- Guinabang
- Imus
- Lang-ayan
- Mambug
- Nalasin
- Olo-olo Norte
- Olo-olo Sur
- Poblacion Norte
- Poblacion Sur
- Sabangan
- Salincub
- San Roque
- Ubbog